# Snijne (Donetsk)
|  | Per a altres significats, vegeu «Snéjnoie». |

Snijne (en ucraïnès: Сніжне, rus: Снежное, Snéjnoie) és una ciutat minera de l'óblast de Donetsk a Ucraïna, situada actualment a zona ocupada de la República Popular de Donetsk a Rússia. Es troba a 71 km a l'est de Donetsk. El 2017 tenia 47.259 habitants.

## Història
Fou fundada el 1784. Segons la llegenda, la ciutat deu el seu nom a Caterina II, qui en passar per la regió va exclamar "Quin lloc tan nevat!" (en rus Какое снежное место!). El 1864, la vila, que fins aleshores es deia Vassílievka, quedà rebatejada amb el nom de Snejnoie, que significa "nevat" en rus. Les mines de carbó van començar a ser explotades durant els primers anys del segle xx, quan foren construïdes les primeres comunitats mineres.
Durant la Unió Soviètica es desenvolupà una ciutat a la mina número 9. El 1936 es formà l'aglomeració anomenada Snejnoieantratsit. El 1938, les localitats de Snejnoie i Novi Donbass, l'assentament obrer de la mina número 138, reberen l'estatus de ciutat de subordinació regional, moment en què Snejnoie tenia 16.156 habitants i Novi Donbass 12.551. Snejnoie va absorbir llavors la vila de Novi Donbass. Després de la Segona Guerra Mundial, s'obriren noves mines i s'implantaren noves indústries, maquinària per a la indústria química, confecció, etc. El 1970 es construí a Snejnoie una fàbrica filial de la constructora de motors d'aviació Motor Sich, anomenada Snejnianski (SMZ). A finals de la dècada de 1970 quedà construït el barri Txeriómuixki per a 7.000 habitants.

## Galeria d'imatges

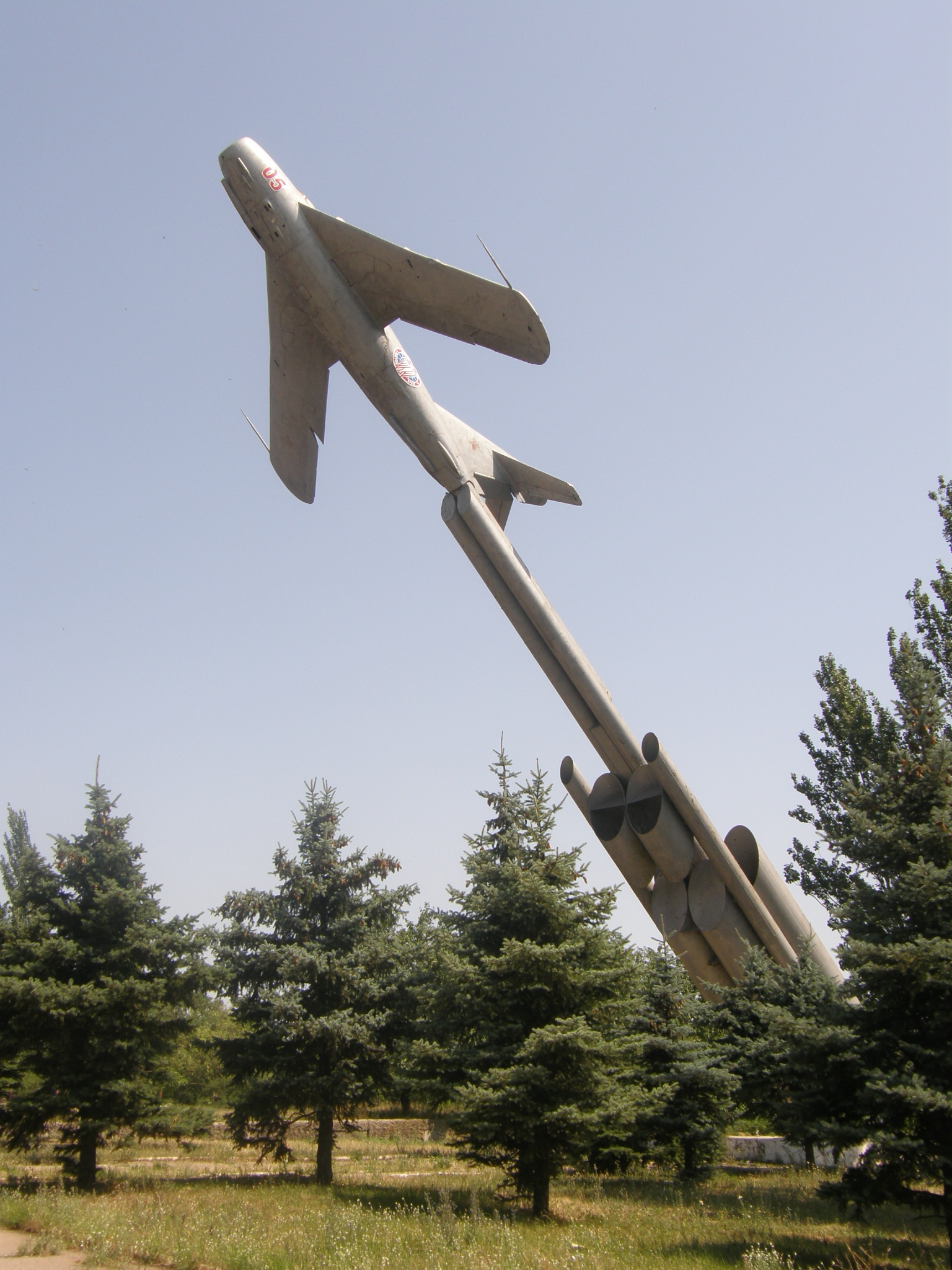
El monument a Gagarin
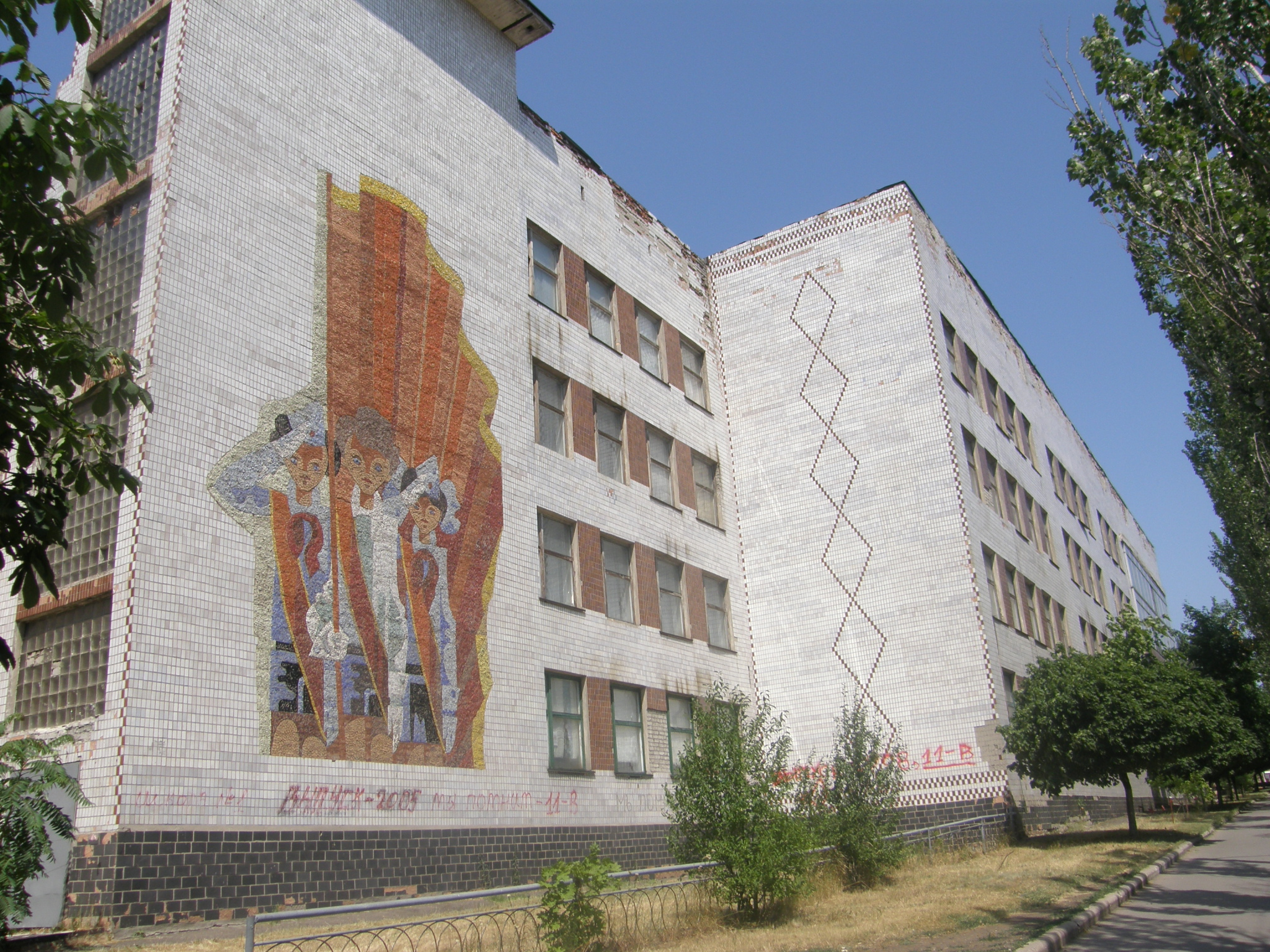
Escola nº1
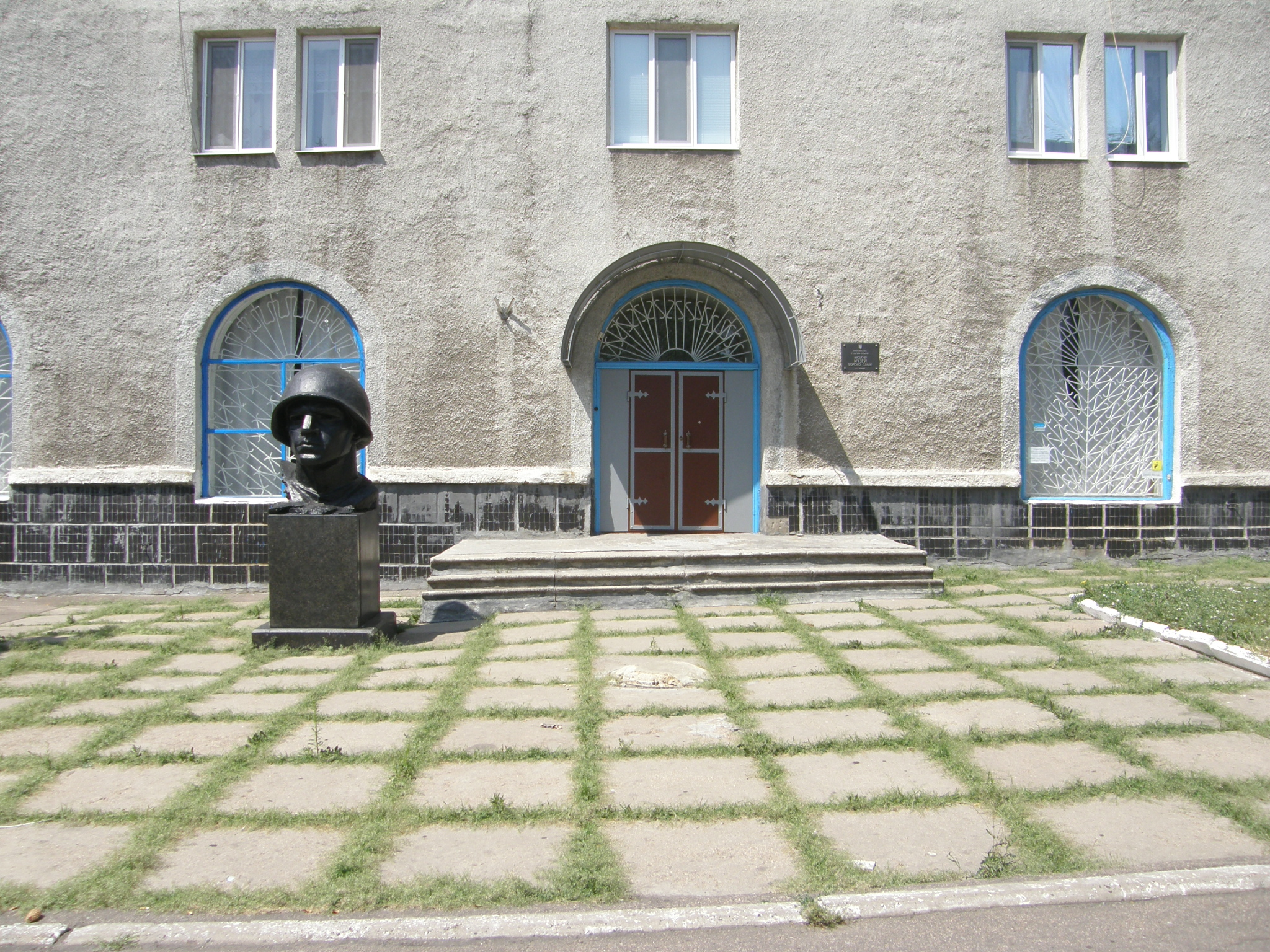
El museu Snejnianski de la glòria de combat
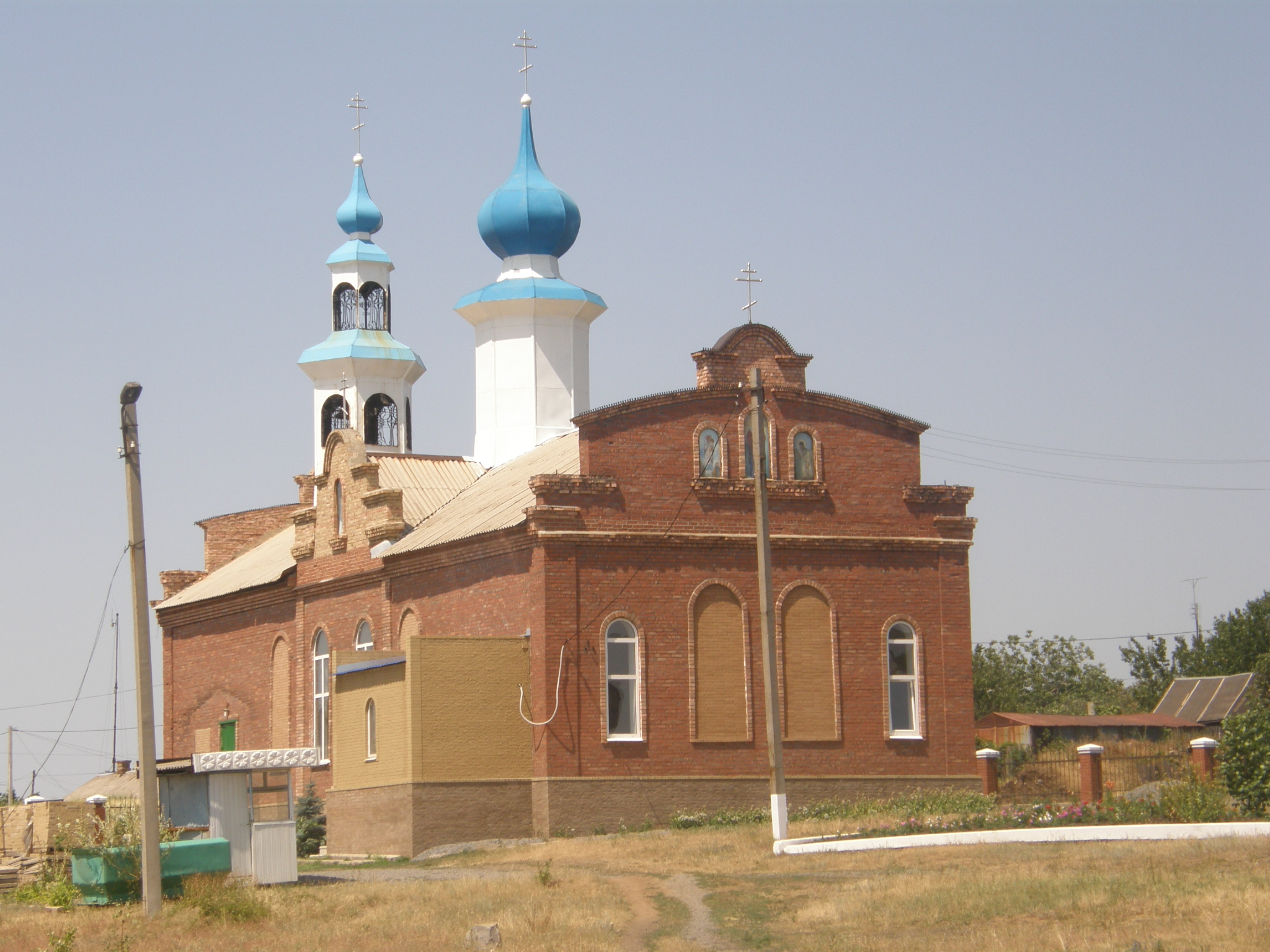
Església de la mina nº 10
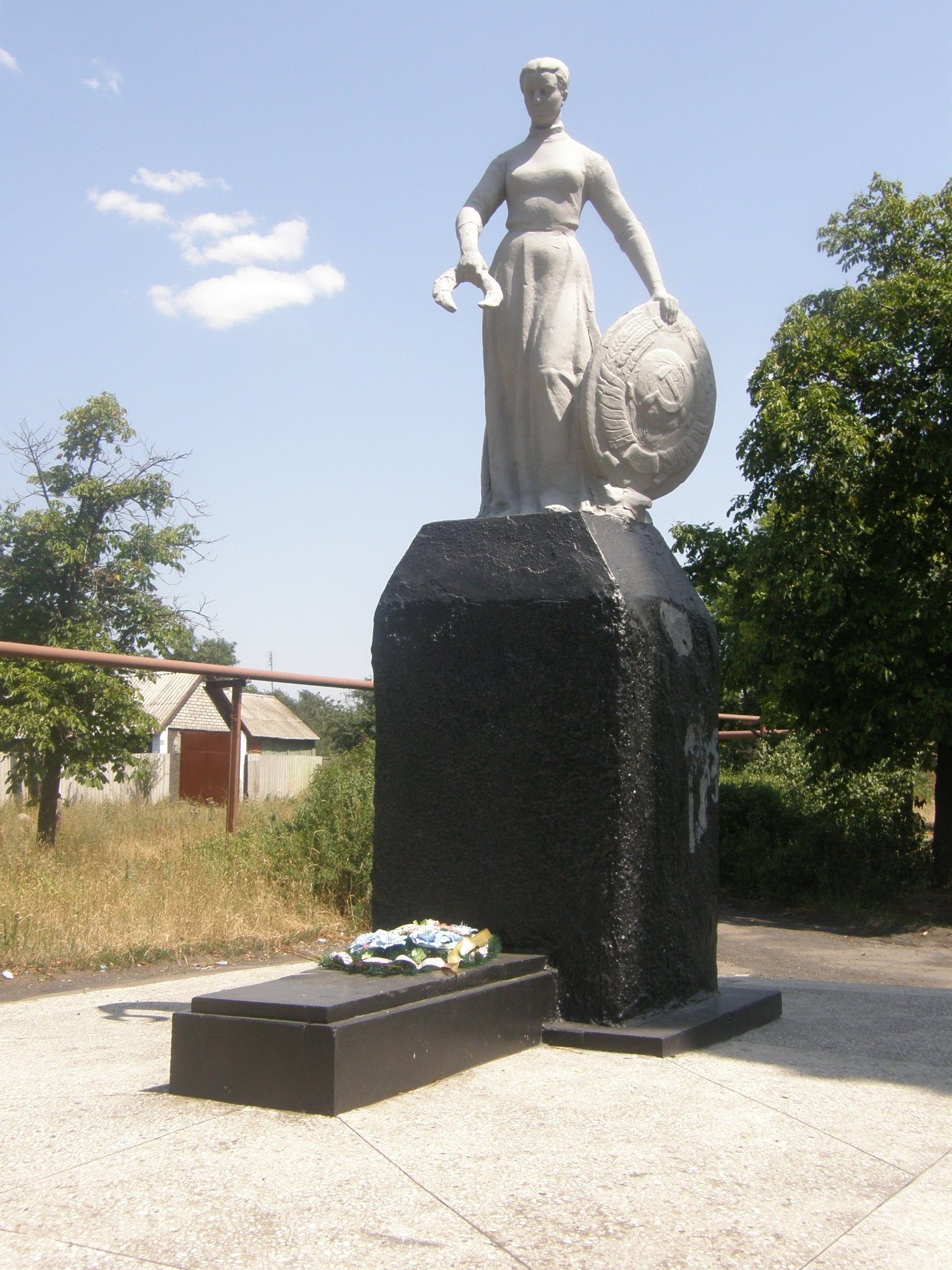
Monument a les aviadores
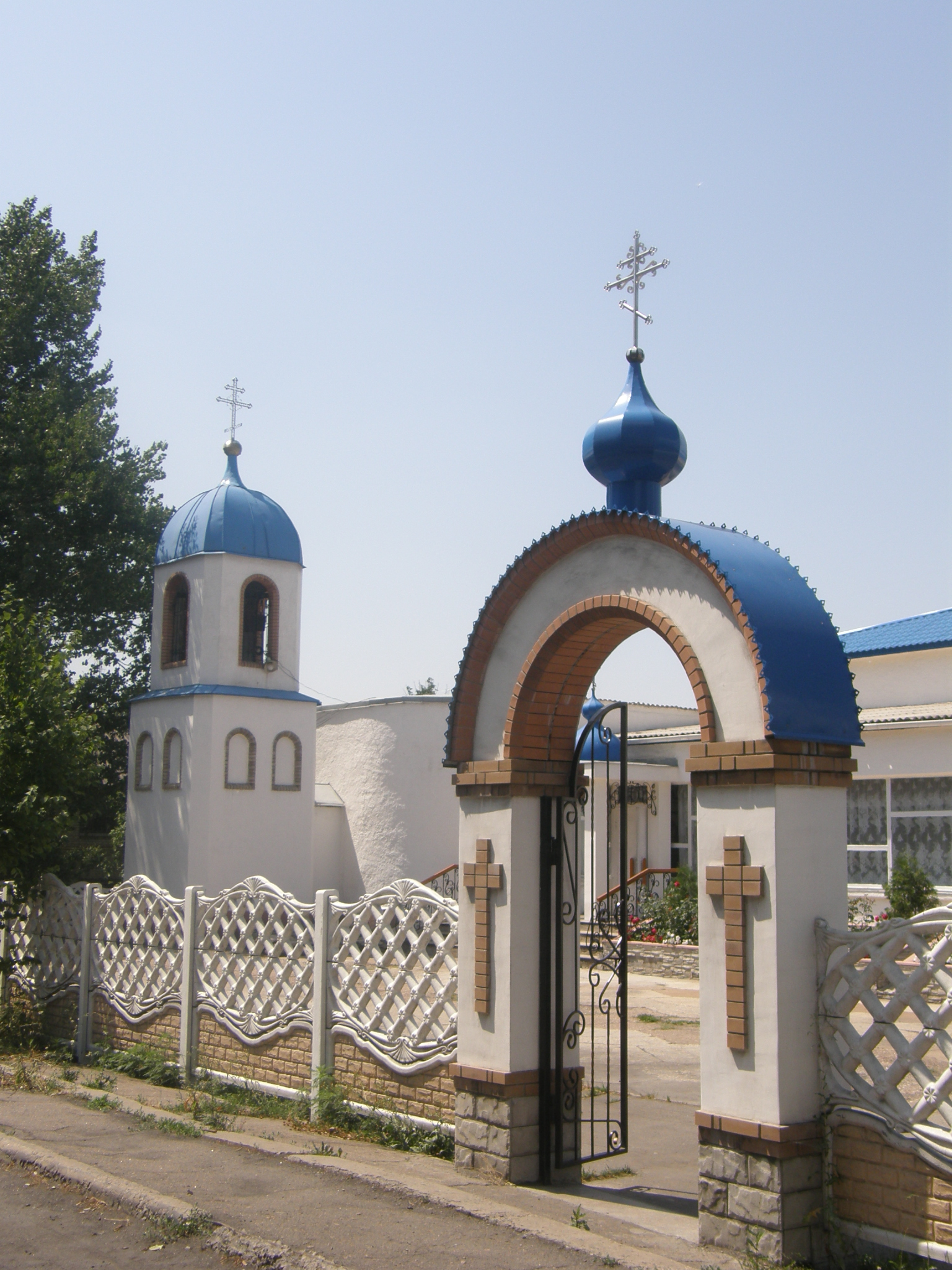
Església Sviato-Dmítrievski
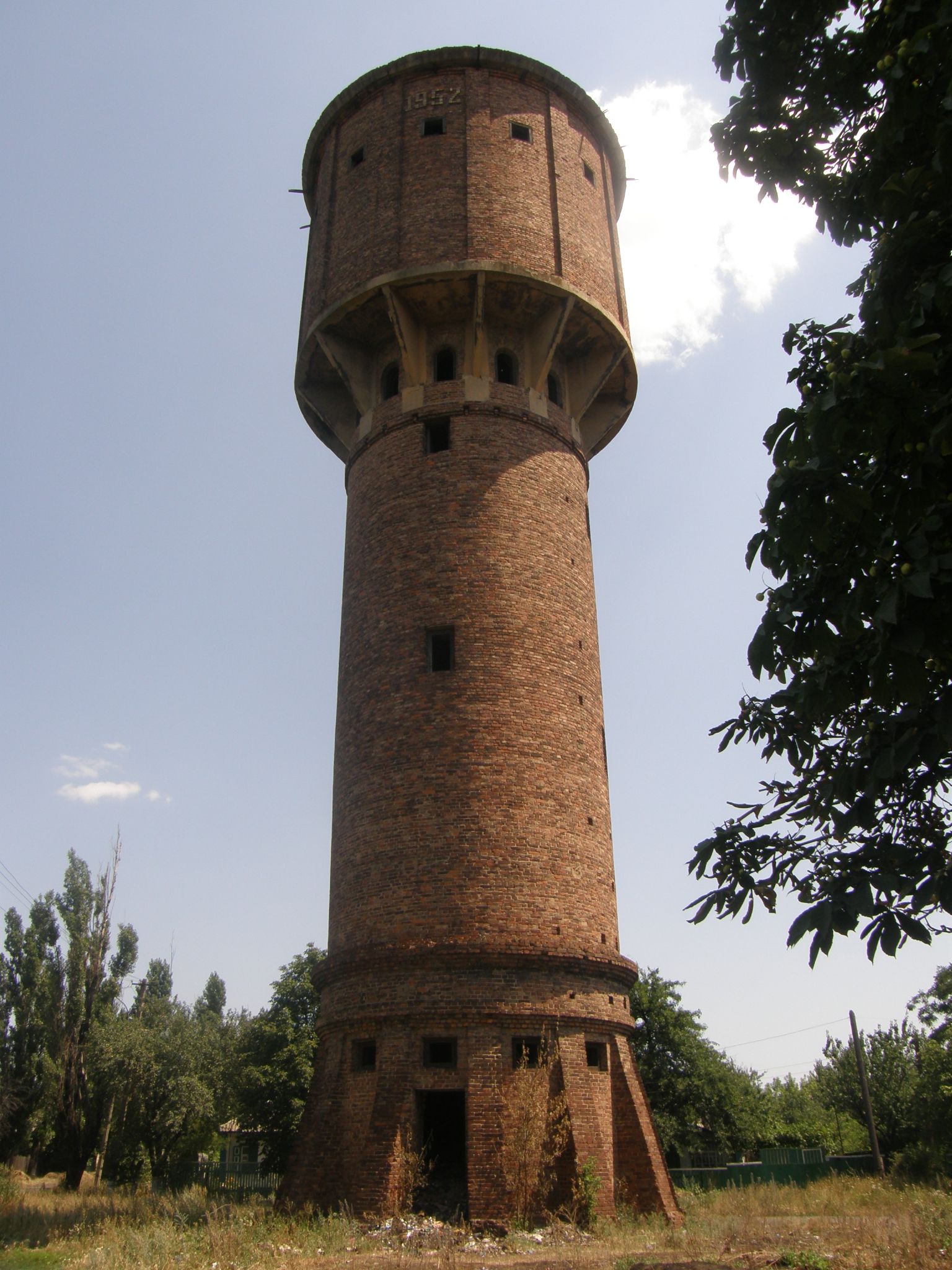
Dipòsit d'aigua
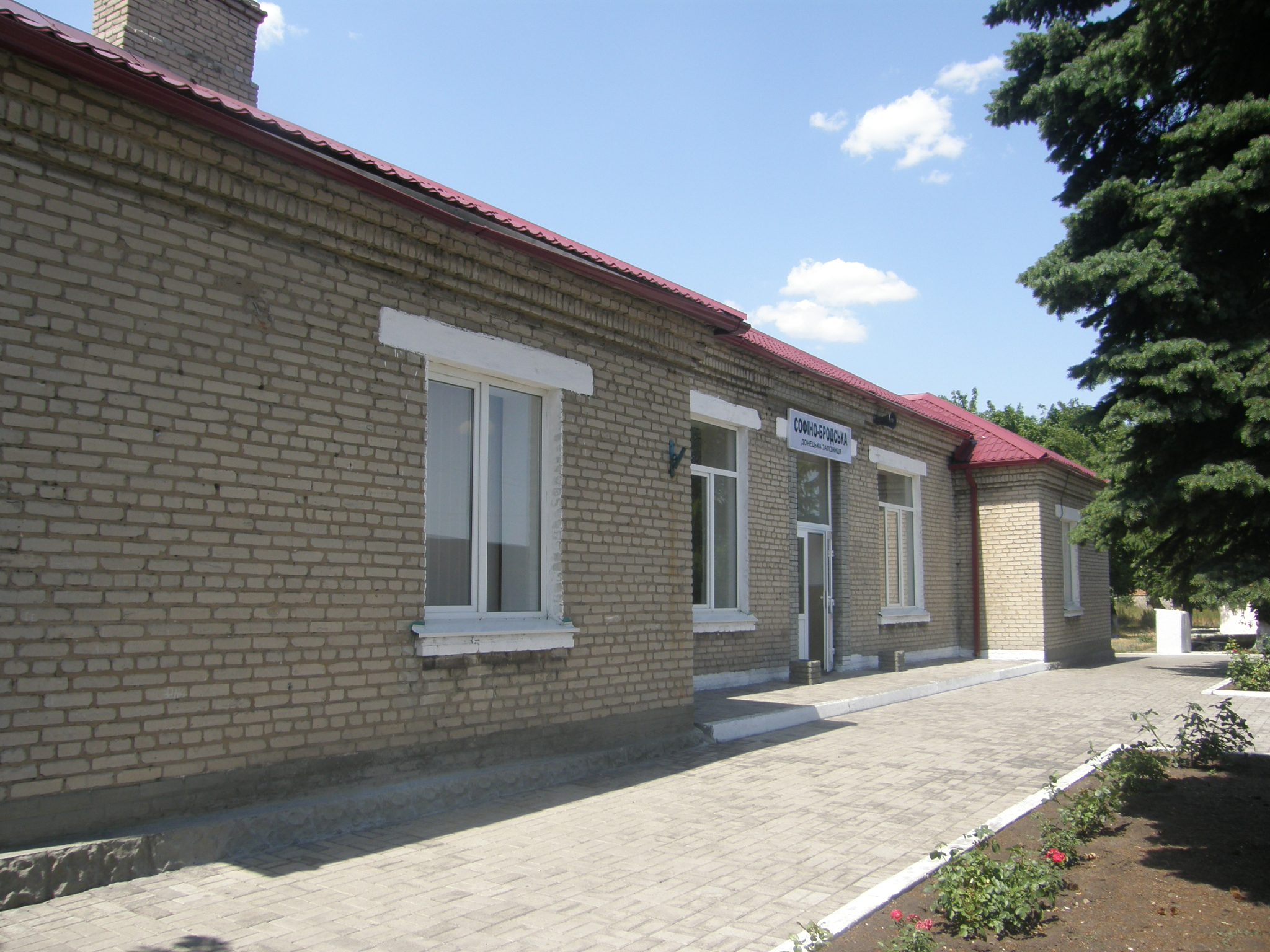
L'estació ferroviària "Sofino-Brodski"